# Blake et Dylan Tuomy-Wilhoit
Anthony Blake Tuomy-Wilhoit Clark et Dylan Tuomy-Wilhoit sont des jumeaux américains nés à Los Angeles en le 29 novembre 1990. Ils ont joué dans la série La Fête à la maison.
Après l'arrêt de la série en 1995, ils ont déménagé et commencé une nouvelle vie et ne sont plus réapparus à l'écran.
Les jumeaux sont cousins de l'actrice Lisa Wilhoit. Ils ont commencé leur dernière année à John Burroughs High School, en septembre 2008.